# Oregon Route 53
Az Oregon Route 53 (OR-53) egy oregoni állami országút, amely észak–déli irányban a 101-es szövetségi országút wheeleri elágazásától a 26-os szövetségi országút elsie-i csomópontjáig halad.
A szakasz Necanicum Highway No. 46 néven is ismert.

## Leírás
A szakasz Wheelertől 700 m-re északnyugatra kanyarodik le a 101-es szövetségi útról. Először északkeleti, majd keleti irányban halad, ezután Mohler településen átfutva keresztezi a Nehalem-folyót. Észak felé fordulva áthalad egy ipartelepen, majd északkeletre, ezután pedig újra északra fordulva az aldervale-i elágazáshoz érkezik, innen megint keletre kanyarodik. A 18. kilométernél elhalad a Nehalem-folyó északi ága felett, majd a Soapstone-ösvény mentén kanyarogva végül a 26-os szövetségi országút tillamooki kereszteződéséhez érkezik.